# Чими-лакханг
Чими-лакханг — буддийский монастырь в районе Пунакха, Бутан. Монастырь был построен недалеко от поселения Лобеса на круглом холме 14 друкпа-иерархом Нгавангом Чогьялом по благославлению Друкпы Кюнле, установившего на холме ступу.
Монастырь расположен в 20 км от Пунакхи около деревни Сопсокха. Дорога к Чими-лакхангу, идущая мимо полей, украшена молитвенными флагами. Все здания в деревне имеют на себе изображение эрегированного фаллоса. Лама Кюнле называл холм, на котором расположен монастырь, женской грудью из-за схожести форм.
Согласно мифу, Друкпа Кюнле победил на данном месте демоницу Дочу Ла своей «магической молней мудрости», заточив её в скалу, на которой установил ступу.

## Фаллическая символика
Лама Кюнле называли «Священным Сумасбородом» за нестандартные методы обучения буддизму, прибегая к неожиданным приёмам, затрагивающим сексуальность, грубые шутки и развратно-магические действия. Он начал традицию рисовать фаллосы на стенах и крышах домов.
Согласно мифам, Друкпа Кюнле бил демонов своим пенисом, превращая их таким образом в защитников людей. По поверьям, изображение фаллоса отгоняет злых духов и отводит сглаз.
В монастыре хранится несколько фаллосов, среди которых есть также 25-сантиметровый коричневый деревянный фаллос с серебряной ручкой, привезённый Друкпой Кюнле из Тибета. Фаллосы, и в частности реликвия Друкпы Кюнле, используются для благословения посетителей монастыря, для чего настоятель легонько ударяет просителя по голове реликвией. Такое благословение называется ванг. Бездетные женщины совершают паломничество в Чими-лакханг в надежде обрести детей. Ежегодно в монастыре проходит фестиваль, куда приезжают женщины, желающие завести детей.

## Структура здания
Монастырь небольшого размера, квадратный в плане, венчается золотым шпилем. Крыша здания покрашена в жёлтый цвет. В монастыре имеется ряд молитвенных барабанов. Внешние стены украшены деревянными резными панелями с изображением святых.
Рядом со входом располагается ступа, отмечающая то самое место, где лама Кюнле заточил демоницу. Считается, что лама сам сделал и установил эту ступу.
Молитвенный зал, расположенный сбоку, убран в тантрическом стиле, украшен танками, в нем находятся колокольчики, барабаны, рога. В центре зала у алтаря стоит статуя ламы Кюнле в монашеском одеянии, а рядом керамическая статуя его собаки Сакхи. В монастыре также поклоняются изображениям Шабдрунга Нгаванга Намгьяла, Шакьямуни и Авалокитешвары.
Женщины, просящие о появлении детей, совершают поломничество в монастырь, где их благословляют фаллосами ламы Кюнле из слоновой кости, дерева и кости. Также беременные приходят в монастырь, чтобы узнать имя будущего ребенка, для этого они тянут наугад из кипы бамбуковых дощечек, расположенных у алтаря, на которых написаны различные женские и мужские имена.
Стены монастыря украшены фресками, изображающими сцены из жизни Друкпы Кюнле.